# Geissanthus scrobiculatus
Geissanthus scrobiculatus är en viveväxtart som först beskrevs av José Cuatrecasas, och fick sitt nu gällande namn av J.J. Pipoly. Geissanthus scrobiculatus ingår i släktet Geissanthus och familjen viveväxter. Inga underarter finns listade i Catalogue of Life.